# Władysław Łuszczkiewicz
Władysław Łuszczkiewicz, né le 3 septembre 1828 et mort le 23 mai 1900, est un historien et peintre polonais de la fin de la période romantique de Cracovie, actif pendant la période des annexions successives de la Pologne. Il a été professeur à l'Académie des Beaux-Arts et en a été le directeur entre 1893 et 1895. L'un de ses élèves fut Jan Matejko, éminent peintre historique polonais et plus tard, son proche collaborateur. Łuszczkiewicz a enseigné la peinture, le dessin, l'anatomie et les styles architecturaux. Très instruit, il a également travaillé comme conservateur des monuments architecturaux de la ville, et a écrit des thèses historiques.

## Biographie
Władysław Łuszczkiewicz est né à Cracovie en 1828. Après avoir obtenu son diplôme du lycée Sainte-Anne (où son père Michał, des armoiries de Rola, était professeur), il s'inscrit à la faculté d'histoire de l'université Jagellonne. En parallèle, il commence à étudier la peinture à l'École des beaux-arts avec Wojciech Stattler (en) et Jan Nepomucen Głowacki. Son talent est récompensé par une bourse qui permet à Łuszczkiewicz de poursuivre ses études à l'École des Beaux-Arts de Paris à partir de 1849. Pendant son séjour en France, il développe également son intérêt pour l'historicisme qu'il gardera tout au long de sa vie.
Łuszczkiewicz commence à enseigner l'art alors qu'il est encore étudiant. Sa bien-aimée Cracovie est sous le régime militaire de l'Autriche-Hongrie et tous les domaines de l'éducation sont grossièrement négligés. Il donne souvent des cours d'art privés gratuitement à des artistes en difficulté. Łuszczkiewicz est nommé professeur à l'Académie en 1877. Parmi ses étudiants (en plus de Matejko) figurent de futures sommités de l'art polonais du tournant du siècle, notamment Artur Grottger, Aleksander Kotsis (en), Józef Mehoffer, Jacek Malczewski, Stanisław Wyspiański et Wojciech Weiss. Il les initie à la peinture en plein air en organisant des voyages dans des lieux d'importance historique en dehors de la ville.
En 1883, il est nommé directeur du Musée national de Cracovie. Entre 1893 et 1895, il est recteur de l'Académie des Beaux-Arts. Ses propres peintures historiques, mettant en lumière artefacts et costumes d'époque, ont été une grande source d'inspiration pour Jan Matejko. Elles sont souvent apparues comme des représentations picturales de ses découvertes scientifiques et de la littérature sur le sujet. Il arrête de peindre vers la fin de sa vie et se tourne entièrement vers l'écriture et la défense de la conservation de l'art. En reconnaissance de son travail, Łuszczkiewicz reçoit le titre de docteur honoris causa de l'université Jagellonne en 1900 et meurt à Cracovie avant la cérémonie de remise des prix la même année. Il était marié à Malwina Ramloff (depuis 1858) et avait quatre enfants : Napoléon, Zofia, Wojciech Józef et Maria.

Galerie
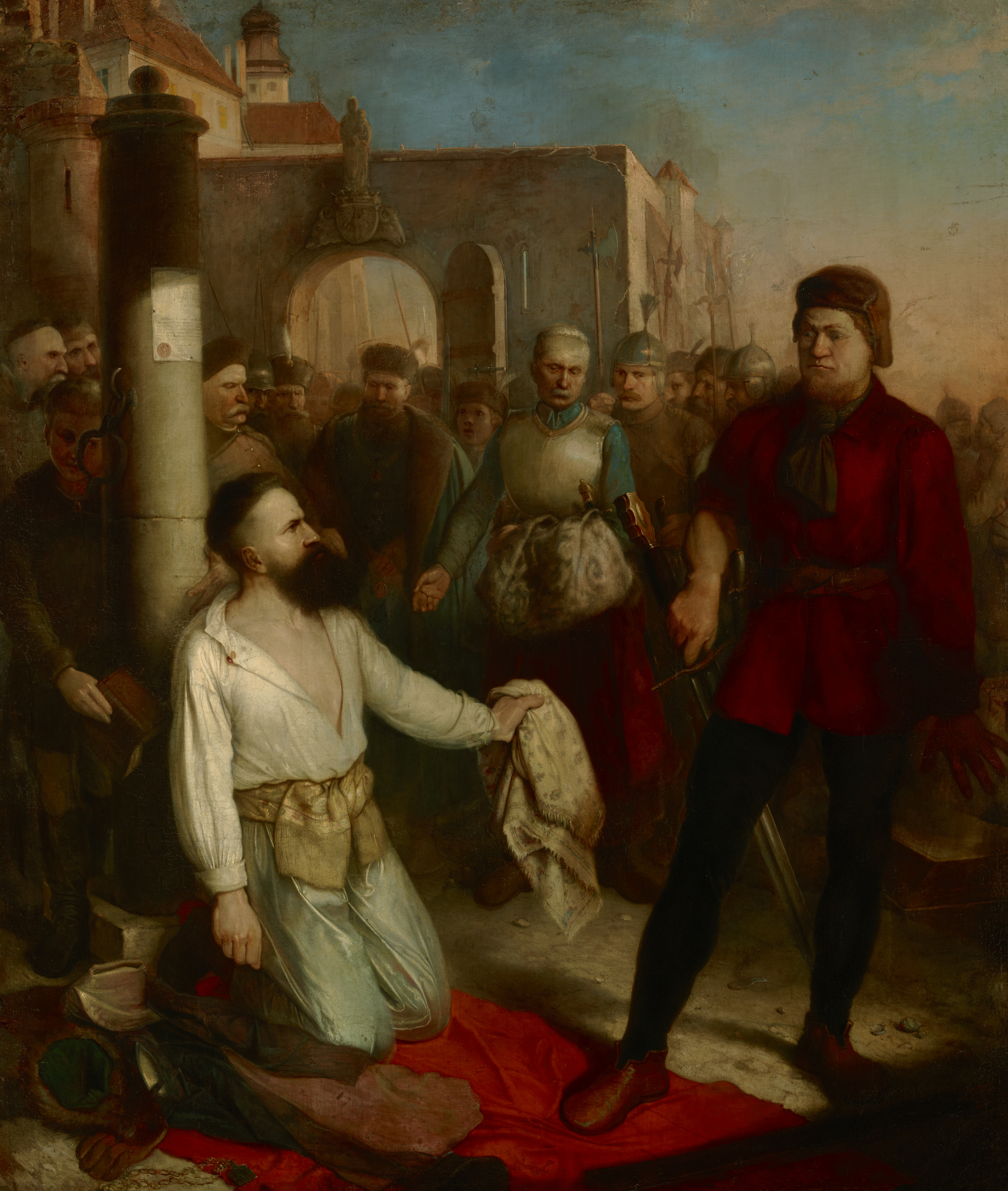
Décapitation de Samuel Zborowski (musée national de Cracovie).
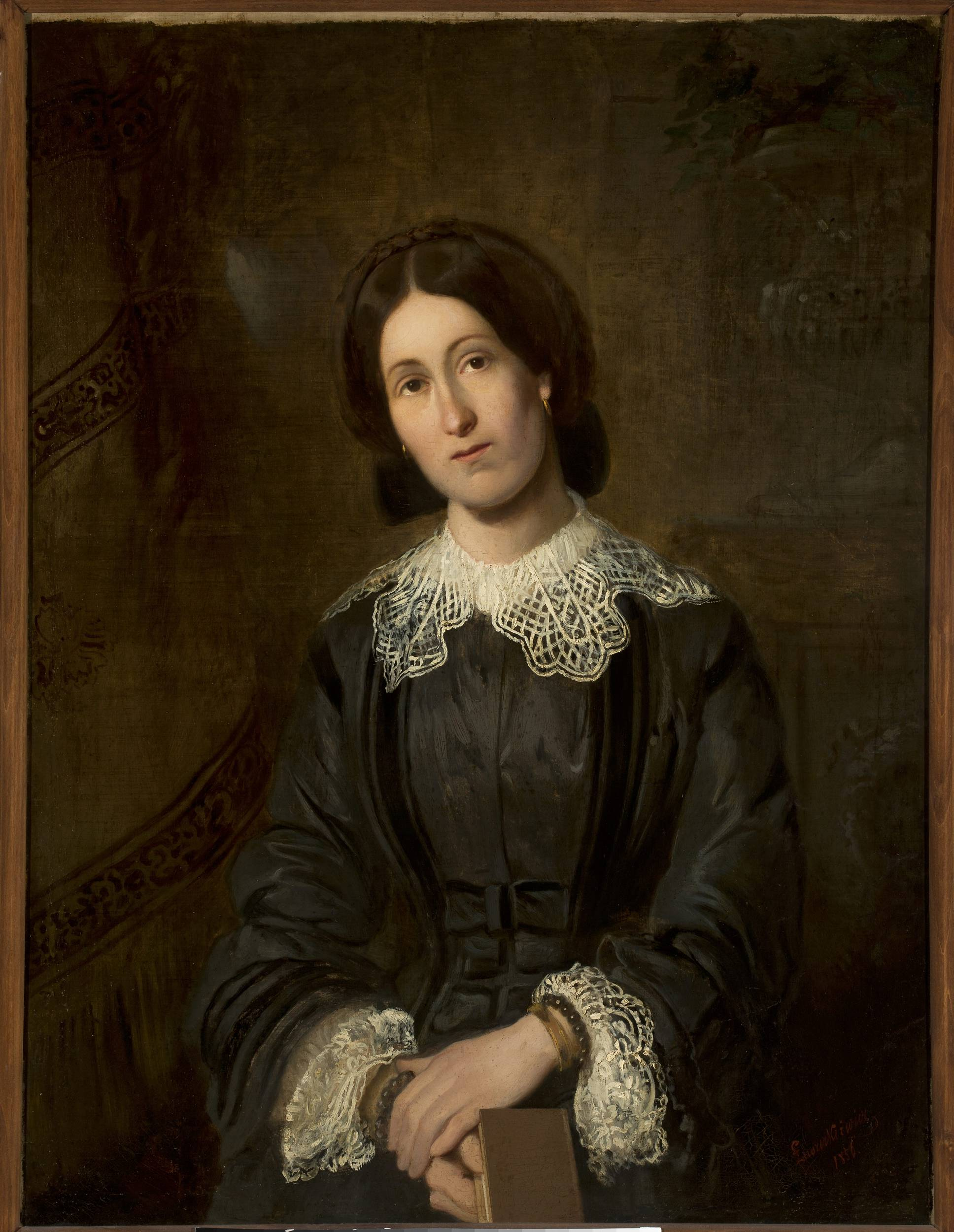
Portrait de Lucyna Łuszczkiewicz, sœur de l'artiste (1856, musée national de Cracovie).
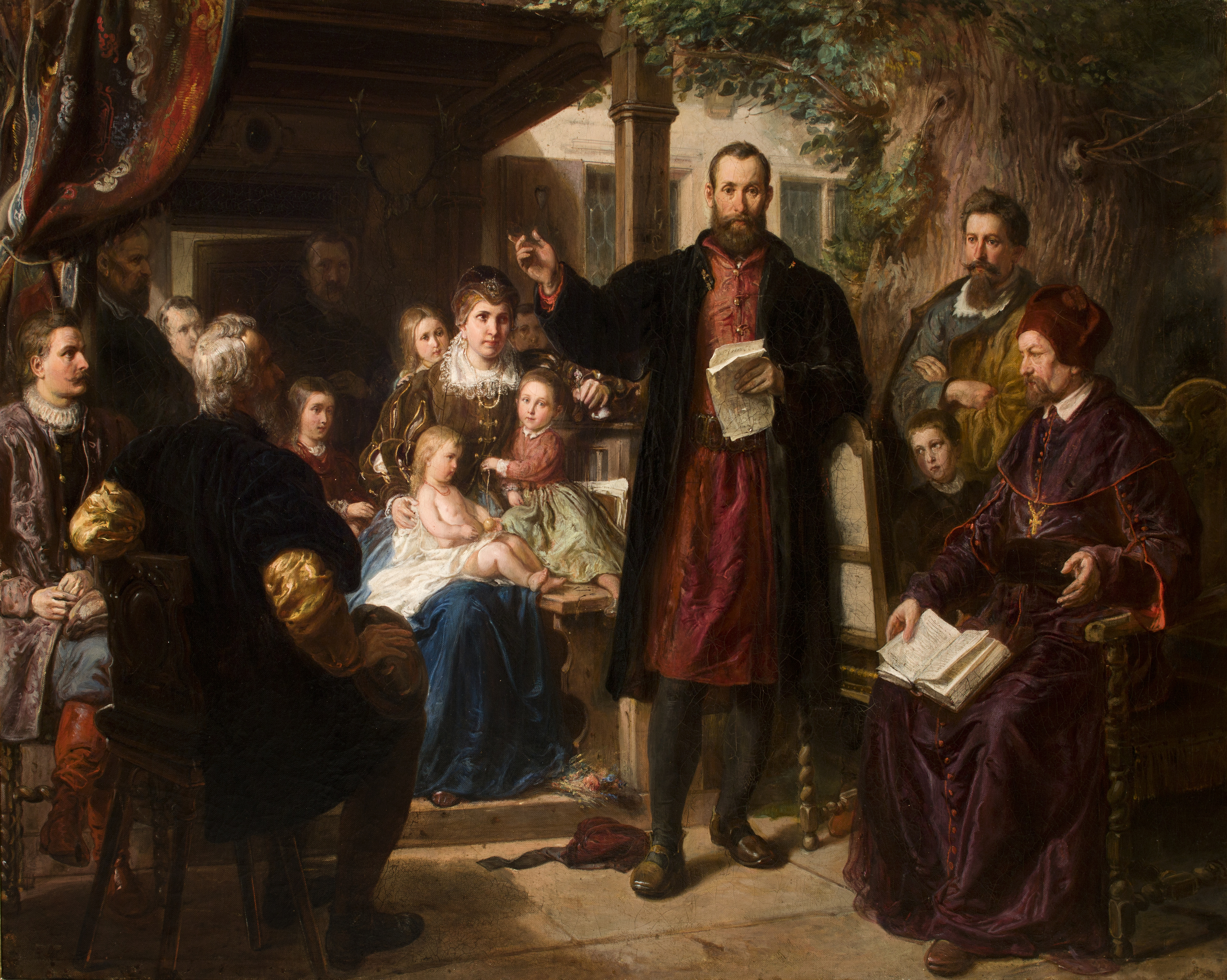
Jan Kochanowski à Czarnolesie lisant la traduction des Psaumes (musée national de Cracovie).
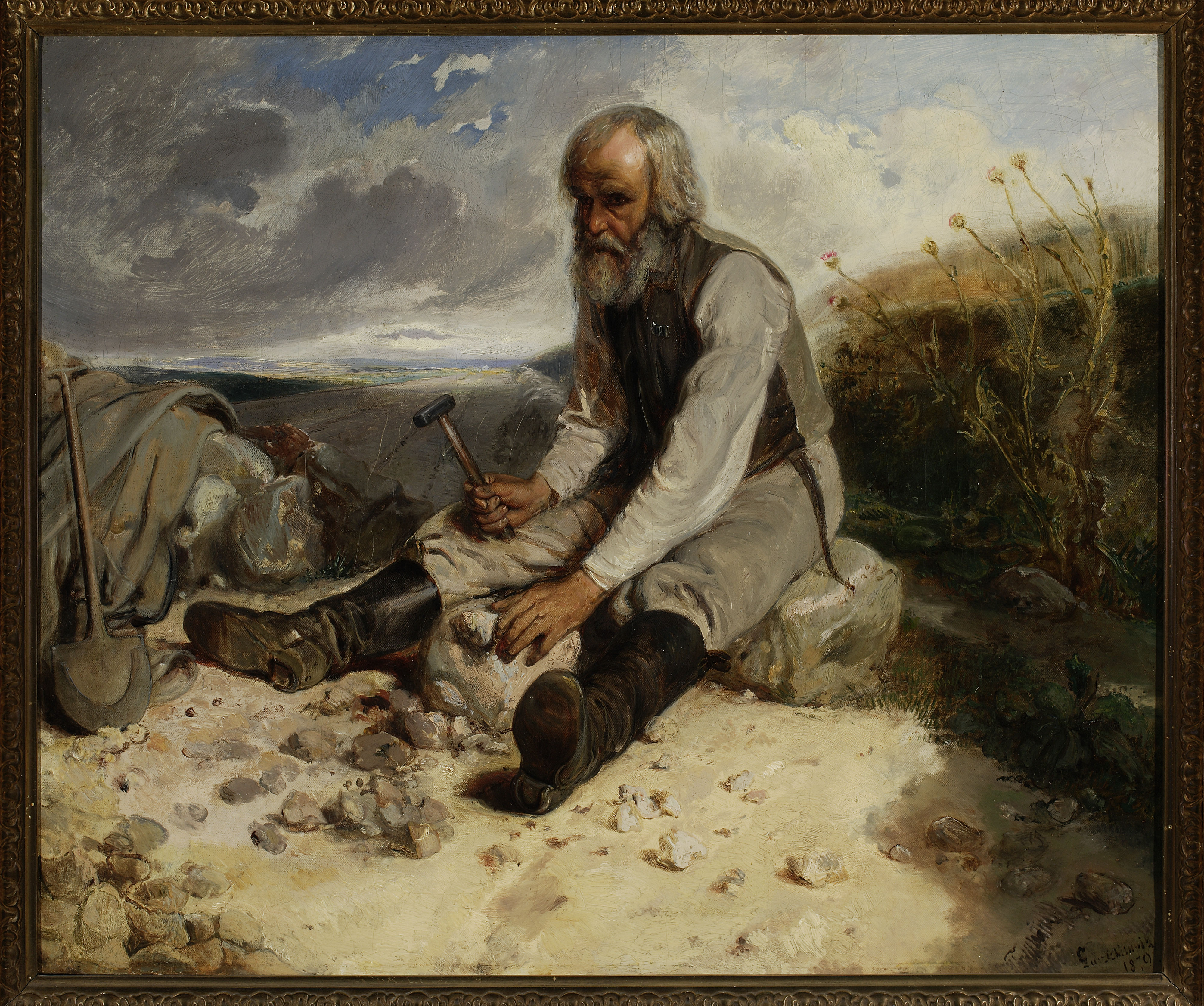
Le tailleur de pierre (1879, musée national de Cracovie).
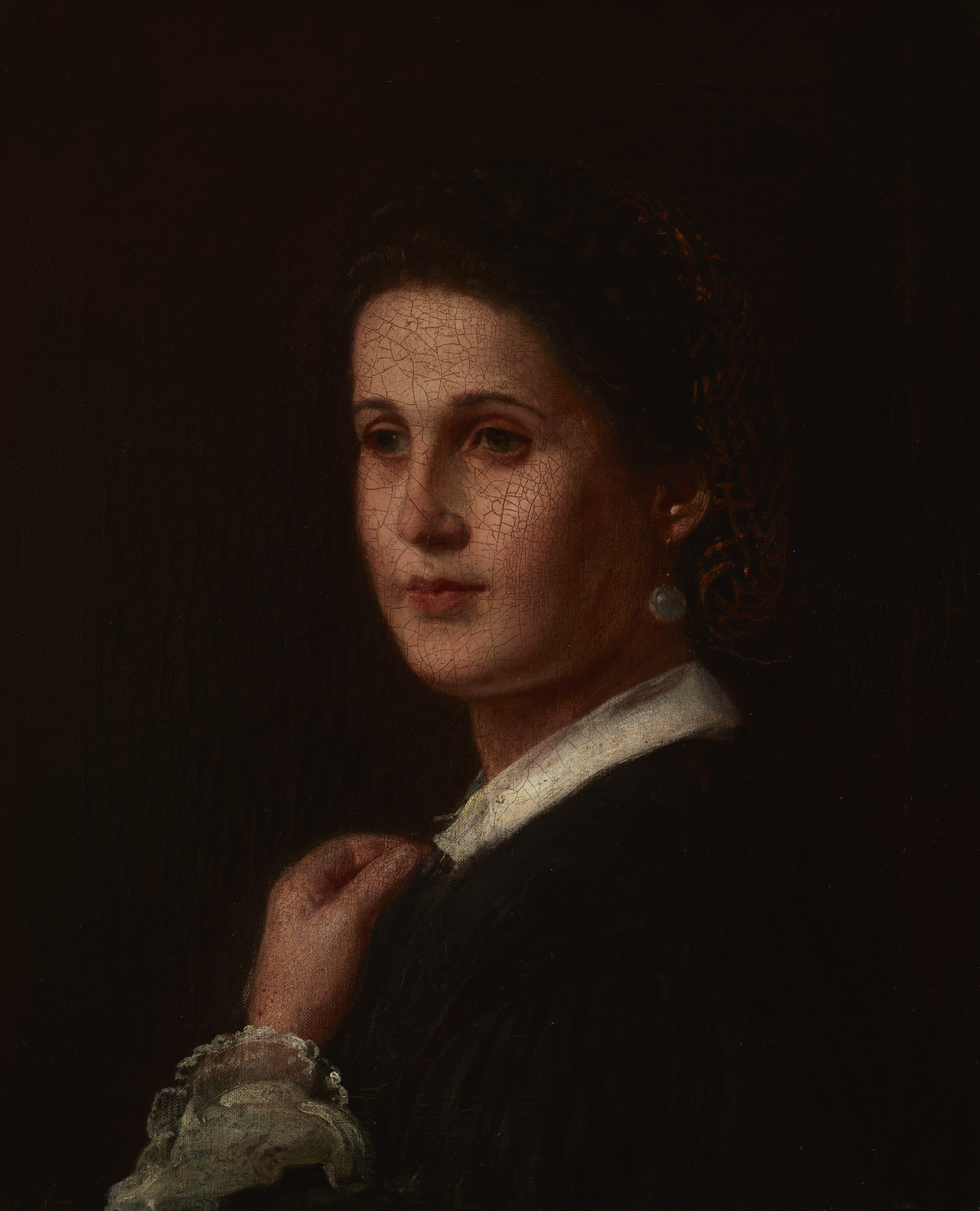
Portrait de Malwina Ramloff, fiancée de l'artiste (musée national de Cracovie).
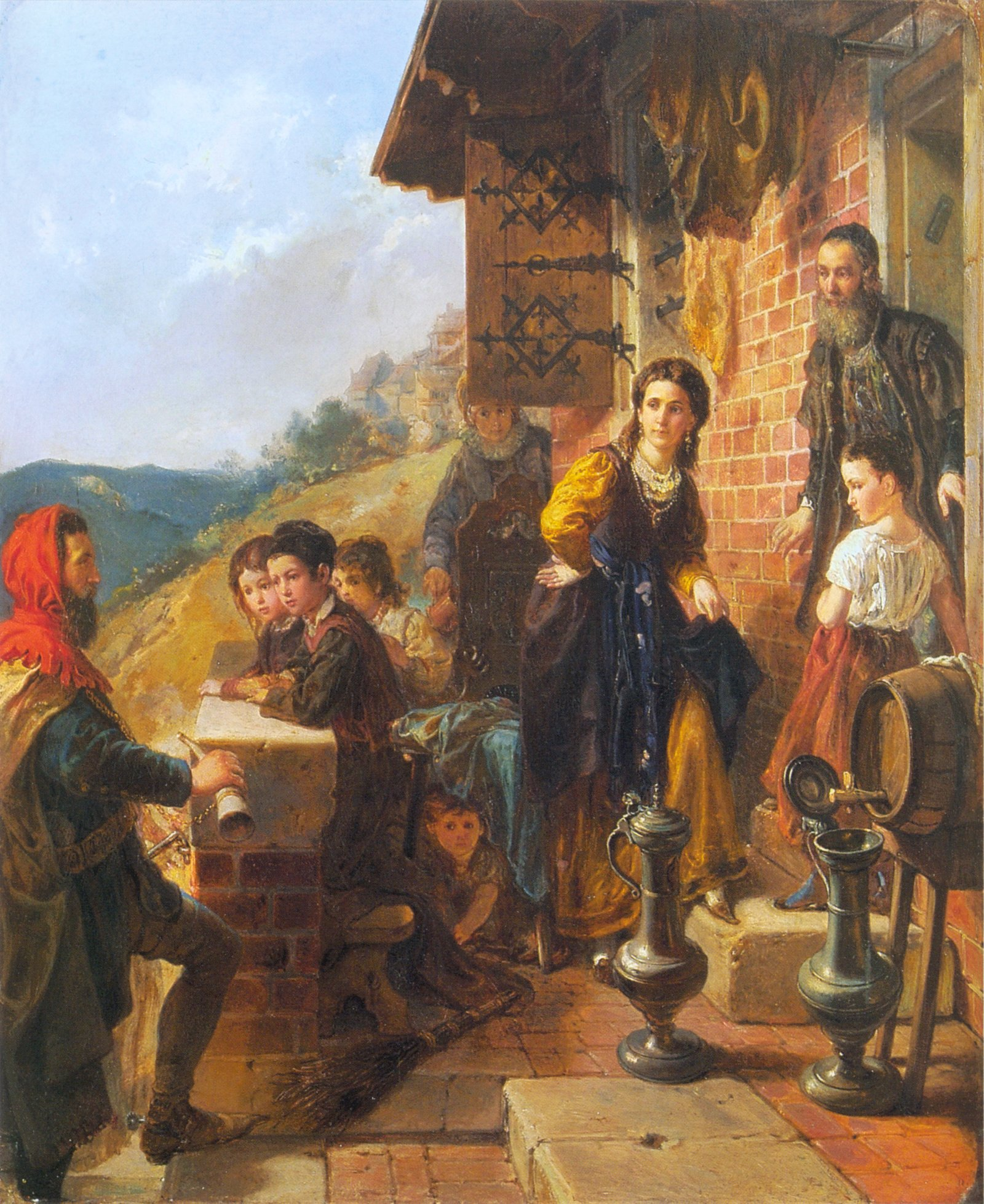
Casimir le Grand rendant visite à Esther (1870, Galerie d'art de Lviv).